# Каракоро
Каракоро (фр. Karakoro, араб. كاراكورو) — річка в Африці, невелика сезонна притока річки Сенегал, яка є частиною кордону Мавританії та Малі. Витік річки знаходиться на північний схід від Кіффи в Мавританії. Річка протікає на південь у рівнинному регіоні Сахеля на півдні Мавританії, перетинаючи низку неглибоких западин, перш ніж злитися з річкою Сенегал на лівому березі за кілька кілометрів нижче за течією від маленького малійського містечка Амбідеді.